# Hans Brügelmann
Hans Brügelmann (* 29. Dezember 1946 in Berlin) ist ein deutscher Bildungsforscher, Grundschulpädagoge und Schriftsprachdidaktiker.

## Biografie
Brügelmann, Enkel der Opernsängerin Hedy Iracema-Brügelmann, ist der Sohn des Kommunalpolitikers Hermann Brügelmann (1899–1972) und seiner Frau Eva geb. Wollmann (* 1914). Nach dem Abitur in Köln studierte er 1966 bis 1970 Rechts-, Sozial- und Politische Wissenschaften an der Freien Universität Berlin, der Universität Bonn und der Universität Tübingen. Sein erziehungswissenschaftliches Aufbaustudium absolvierte er mit Stipendien der Studienstiftung des deutschen Volkes und der Stiftung Volkswagenwerk von 1970 bis 1975 an der Universität Konstanz und an verschiedenen Auslandsinstituten (London 1968/69, Norwich 1974/75, Toronto 1975 und Urbana/IL 1975).
Von 1971 bis 1973 war er Assistent des Ausschusses Strategien der Curriculumreform beim Deutschen Bildungsrat. Vor und nach seiner Promotion 1975 arbeitete er in verschiedenen Evaluationsprojekten von der Vor- bis zur Hochschule. 1980 wurde er als Professor für Anfangsunterricht an die Universität Bremen berufen. In dieser Zeit entstand das in der Folge vielfach aufgelegte Werk Kinder auf dem Weg zur Schrift. 1993 folgt er einem Ruf auf eine Professur für Grundschulpädagogik und -didaktik an die Universität Siegen. Im Grundschulverband verantwortete Brügelmann von 2000 bis 2017 das Fachreferat Qualitätsentwicklung und von 2011 bis 2014 den Beihefter GrundschulEltern zur Zeitschrift Grundschule aktuell. Von 2006 bis 2015 wirkte Brügelmann als Kurator der Carl Richard Montag Förderstiftung. Von 2008 bis 2012 war er Sprecher des Schulverbunds Blick über den Zaun und leitete zusammen mit Axel Backhaus die reformpädagogische Arbeitsstelle des Verbunds an der Universität Siegen. 2012 wurde Brügelmann pensioniert und arbeitet seitdem als freier Bildungsjournalist. Im November 2018 wurde ihm vom Grundschulverband der Erwin-Schwartz-Grundschulpreis verliehen.

### Mitwirkungen
- Brügelmann war Mitherausgeber und Mitarbeiter mehrerer Zeitschriften wie Thema Curriculum, Grundschule, Grundschulzeitschrift und Buchreihen wie DGLS-Jahrbuch Lesen und Schreiben, Jahrbuch Grundschule
- Er leitete allein oder zusammen mit Erika Brinkmann und Hans Werner Heymann verschiedene Forschungs- und Entwicklungsprojekte, die in der Lese-/Schreibdidaktik und in der Grundschulpädagogik einflussreich wurden, unter anderem Kinder auf dem Weg zur Schrift, Lernwerkstatt Büffelstübchen, Schreibvergleich BRDDR, Offene Arbeits- und Sozialformen (OASE), ElternSchule in der Uni, BLISS, Didaktische Entwicklungs- und Prüfstelle für Lernsoftware Primarstufe (DEP), Lernbiografien im schulischen und außerschulischen Kontext (LISA&KO), Längsschnittuntersuchung im Satzlesen und Textverstehen (LUST), Schichtspezifisches Lernen außerhalb von Unterricht (SCHLAU), Dialogische Diagnostik in der Alphabetisierung Erwachsener im Rahmen des BMBF-Verbundprojekts Progress.

## Pädagogische Ideen
Bereits in seiner ersten Publikation Offene Curricula von 1972 klingen die Grundthemen an, die Brügelmann seitdem in seinen Projekten, Publikationen und Vorträgen immer wieder thematisiert hat:
- Respekt der Erwachsenen für die Rechte der Kinder, ihr Leben und damit auch ihr Lernen so weit wie möglich selbst zu bestimmen (Offener Unterricht);
- Stärkung von Lehrerinnen und Lehrern als Forscher ihrer eigenen Praxis;
- Verpflichtung erziehungswissenschaftlicher Forschung, die Sichtweisen aller an einer Untersuchung Beteiligten darzustellen;
- Dezentralisierung von Verantwortung im Bildungswesen, da eine Schulreform „von oben“ nicht erfolgreich sein könne;
- Notwendigkeit, statistische Befunde von Großstudien der Bildungsforschung (wie in PISA) durch dichte Fallstudien zu differenzieren und anzureichern.

Die in den frühen 1980er Jahren einsetzende Reform des Lese- und Schreibunterrichts an den Grundschulen hat Hans Brügelmann nachhaltig beeinflusst, unter anderem mit seinen mehrfach aufgelegten Büchern Kinder auf dem Weg zur Schrift (9. Auflage. 2013) und Die Schrift erfinden, in denen er sich mit dem Spracherfahrungsansatz für eigenständige Zugänge der Kinder zum Lesen und Schreiben und eine stärkere Fehlertoleranz eingesetzt hat. Seit Ende der 1990er Jahre beteiligte er sich maßgeblich an der Diskussion der internationalen Leistungsstudien wie TIMSS, PISA, IGLU  (vgl. Was leisten unsere Schulen? 1999, und Schule verstehen und gestalten, 2005). Er kritisiert vor allem die Dominanz der zentralen Evaluation gegenüber einer unterrichtsnahen und kontextbezogenen Auswertung von Lehr- und Lernprozessen und ihrem Erfolg (vgl. zuletzt Vermessene Schulen – standardisierte Schüler, 2015). Gemeinsam mit Axel Backhaus und Erika Brinkmann entwickelte er in der LUST-Studie und im Projekt „Pädagogische Leistungskultur“ (Grundschulverband 2005) praxistaugliche Alternativen zu Großstudien wie VERA.
Zu seinen Schwerpunkten zählten das Verhältnis von fachlichem Lernen in der Schule und außerschulischen Aktivitäten und Erfahrungen (vgl. das Projekt LISA&KO), insbesondere im Blick auf schichtspezifische Einflüsse (vgl. das Projekt SCHLAU zum Ferien-Effekt sowie die Untersuchung des Karawaneneffekts in der Entwicklung von fachlichen Leistungen). Von 2011 bis 2014 gab er mit Axel Backhaus, Babette Danckwerts (bis 2012) und Erika Brinkmann (ab 2012) die vierteljährliche Beilage GrundschulEltern zur Zeitschrift Grundschule aktuell des Grundschulverbands heraus.

## Öffentliche Kritik
Der Spiegel bezeichnet Brügelmann als „einen der wichtigsten Türöffner für die neue Rechtschreibanarchie“. Seine Grundideen – und ihr verwandte Methoden wie die Methode „Lesen durch Schreiben“ von Jürgen Reichen – seien mit dafür verantwortlich, dass insbesondere schwächere Schüler wie Legastheniker oder Kinder mit Migrationshintergrund oder aus bildungsfernen Schichten im Erlernen korrekter Schriftsprache abgehängt würden – mit gravierenden Folgen für ihr weiteres Leben.
Seinen Kritikern hielt er im Tagesspiegel entgegen: „Was in der ganzen Diskussion außerdem oft vergessen wird: Vor 50 oder 100 Jahren wurde fehlerfreies Schreiben im gesellschaftlichen Alltag wie auch in der Schule viel wichtiger genommen. Heute hat die korrekte Schreibung generell eine geringere Bedeutung, etwa bei E-Mails und privaten Mitteilungen. Aber auch in Zeitungen gibt es mehr Druckfehler, und die Werbung spielt bewusst mit Schreibvarianten. Das mag man beklagen, aber in dieser Gesellschaft leben die Kinder.“. Er wirft insbesondere den Gymnasien vor, bei den in sie eintretenden Schülern die Beherrschung der Rechtschreibung vorauszusetzen. In vielen Publikationen haben Brügelmann und andere die deutsche und internationale Forschung zum lautorientierten Verschriften von Wörtern als förderlichem Einstieg in die Lese- und (Recht-)Schreibentwicklung aufgearbeitet. In einem historischen Rückblick hat Brügelmann aufgezeigt, dass die Kritik bei jeder Veränderung der Unterrichtsmethoden seit den 1950er Jahren in ähnlicher Weise geäußert wurde und dass die Mehrheit der funktionalen Analphabeten schon aus den Zeiten stammt, in denen Kinder anfangs nicht lautorientiert geschrieben haben.

## Schriften
- The teachers' centre. 1976. (2. Auflage. 1978)
- Kinder auf dem Weg zur Schrift. 1983. (9. Auflage. 2013)
- Die Schrift entdecken. 1984. (6. Auflage. 1996) (pedocs.de)
- mit Heiko Balhorn  und Anderen: Regenbogen-Lesekiste. 5x5 Bücher für Leseanfänger, 1987. (8. Auflage. 2010)
- mit Erika Brinkmann: Ideenkiste Schriftsprache. 1993. (8. Auflage. 2010)
- mit Sigrun Richter und Anderen: Wie wir recht schreiben lernen. 1994. (2. Auflage. 1996) (pedocs.de)
- mit Erika Brinkmann: Die Schrift erfinden. 1998. (2. Auflage. 2005)
- mit Sigrun Richter und Anderen: Mädchen lernen ANDERS lernen Jungen. 1994. (2. Auflage. 1996)
- mit Heiko Balhorn und Anderen: Rätsel des Schriftspracherwerbs.  1995.
- mit Heiko Balhorn  und Anderen: Schriftwelten im Klassenzimmer. 1995.
- Kinder lernen anders: vor der Schule – in der Schule.  1998. (2. Auflage. 2000)
- Was leisten unsere Schulen? 1999.
- mit Erika Brinkmann und Axel Backhaus: Selbstständiges Lernen und Individualisierung „von unten“. Alte und neue Medien als Herausforderung und Hilfe in der Grundschule. 2003. (2. Auflage. 2006)
- Schule verstehen und gestalten. 2005. (pedocs.de)
- Pädagogische Leistungskultur. mit Horst Bartnitzky  und Anderen, Band 1: 2005, Band 2: 2006, Band 3: 2007.
- mit Axel Backhaus und Anderen: Sind Noten nützlich – und nötig? 2008.
- mit Otto Seydel: Beobachten, bewerten, beraten. Verfahren und Werkzeuge für eine andere Evaluation. 2007.
- mit Axel Backhaus und Anderen: Demokratische Grundschule. 2008. (pedocs.de)
- mit Erika Brinkmann: Öffnung des Anfangsunterrichts – Theoretische Prinzipien, unterrichtspraktische Ideen und empirische Befunde. 2008, 2. Auflage. 2009. (dokumentix.ub.uni-siegen.de)
- mit Horst Bartnitzky und Anderen: Kursbuch Grundschule. 2010.
- Fördern – warum, wer, wie, wann? 2012.
- mit Wolfgang Eichler: Lese- und Schreibunterricht heute: Gegen ideologische Verkürzungen, für Mehrperspektivität und mehr Pluralismus, 2013.
- mit Axel Backhaus, Erika Brinkmann und Babette Danckwerts: GrundschulEltern – Ein Ratgeber für Familie und Schule. 2014.
- Vermessene Schulen – Standardisierte Schüler. 2015.
- mit Erika Brinkmann Wie Kinder sprechen, lesen und schreiben lernen – und wie wir sie dabei fördern können. 2021.